# Ханнэм, Чарли
Чарльз Мэ́ттью Ха́ннэм (англ. Charles Matthew Hunnam; род. 10 апреля 1980, Ньюкасл-апон-Тайн, Англия, Великобритания) — британский актёр.

## Биография
Чарльз Ханнэм родился в Ньюкасл-апон-Тайне 10 апреля 1980 года. Его отец, Уильям «Билли» Ханнэм (1952—2013), был торговцем металлоломом, он ушёл от семьи, когда Чарли было 2 года, а мать, Джейн Белл, балериной и владелицей собственного бизнеса. По словам Чарли, его мать отлично справилась с ролью матери-одиночки. У Чарли есть старший брат Уильям и два младших брата, Оливер и Кристиан. В 12 лет, когда его мать вышла замуж, он переехал в деревню Мелмерби, Камбрия. Одна из его бабушек рисовала портреты.
Ханнэм страдает от мизофобии, боязни микробов и грязи. В юности он играл в регби и дрался с одноклассниками, поэтому его исключили из школы Queen Elizabeth Grammar School в Пенрите, Камбрия, из-за чего ему пришлось сдавать экзамены на дому. После этого он поступил в Камбрейский колледж искусств и дизайна в Карлайле (в настоящее время является частью университета Камбрии), где получил степень по теории и истории кино, планируя в дальнейшем создавать собственные фильмы.

## Карьера
Актёрскую карьеру Ханнэм начал совершенно случайно: он дурачился, прогуливаясь по магазинам, когда его заметили и предложили исполнить небольшую роль в телесериале «Байкер-гроув», затем он поучаствовал в сериале «Близкие друзья». Сразу же после этого Ханнэм снялся в роли молодого анархиста Даза в британском фильме «Что произошло с Гарольдом Смитом?» (1999). После завершения обоих проектов Ханнэм переехал в Лос-Анджелес чтобы продолжить карьеру.
В 2000 году он исполнил роль Грегора Райда в сериале «Молодые американцы», после чего его можно было увидеть в роли дерзкого британского студента Лойда Хайзе в сериале «Неопределившиеся» (2000). Съёмки сериала прекратились после первого сезона. Затем Ханнэм снялся в триллере «Покинутый» (2002) в роли Эмбри Ларкина, а позже в главной роли в картине «Николас Никльби» (2002), снятой по мотивам романа Чарльза Диккенса, и в драме «Холодная гора» (2003).
Актёр заявил, что не желает просто браться за любую роль, которую ему предлагают, «у меня есть 60 лет, чтобы заработать деньги, а выбор, который я сделаю за следующие пять лет, определит ход моей карьеры». Это решение привело к возвращению в Соединённое Королевство, где Чарли сразу же предложили роль в ленте «Хулиганы» (2005)..
В 2005 году актёр был включён в список ста самых сексуальных мужчин по версии журнала «ELLE».
В 2008 Чарли начал сниматься в криминальной драме Курта Саттера «Сыны анархии» в роли Джексона Тейлера — лидера клуба байкеров в городе Чарминг. С каждой новой серией телесериал привлекал всё больше зрителей, что принесло известность исполнителю главной роли Чарли Ханнэму и всему актёрскому составу. Актёр продолжал играть в телепроекте вплоть до выхода последней серии финального сезона, которая состоялась в конце 2014 года.
Известно, что Ханнэм прослушивался на роль Тора, а также Энакина Скайуокера для съёмок в картине «Звёздные войны. Эпизод II: Атака клонов». Кроме того, именно Чарли первоначально должен был исполнить роль Кристиана Грея в мелодраме «Пятьдесят оттенков серого», адаптации одноименного романа писательницы Э. Л. Джеймс. Ему пришлось отказаться от участия в фильме из-за занятости в сериале «Сыны анархии», а также по некоторым личным причинам.

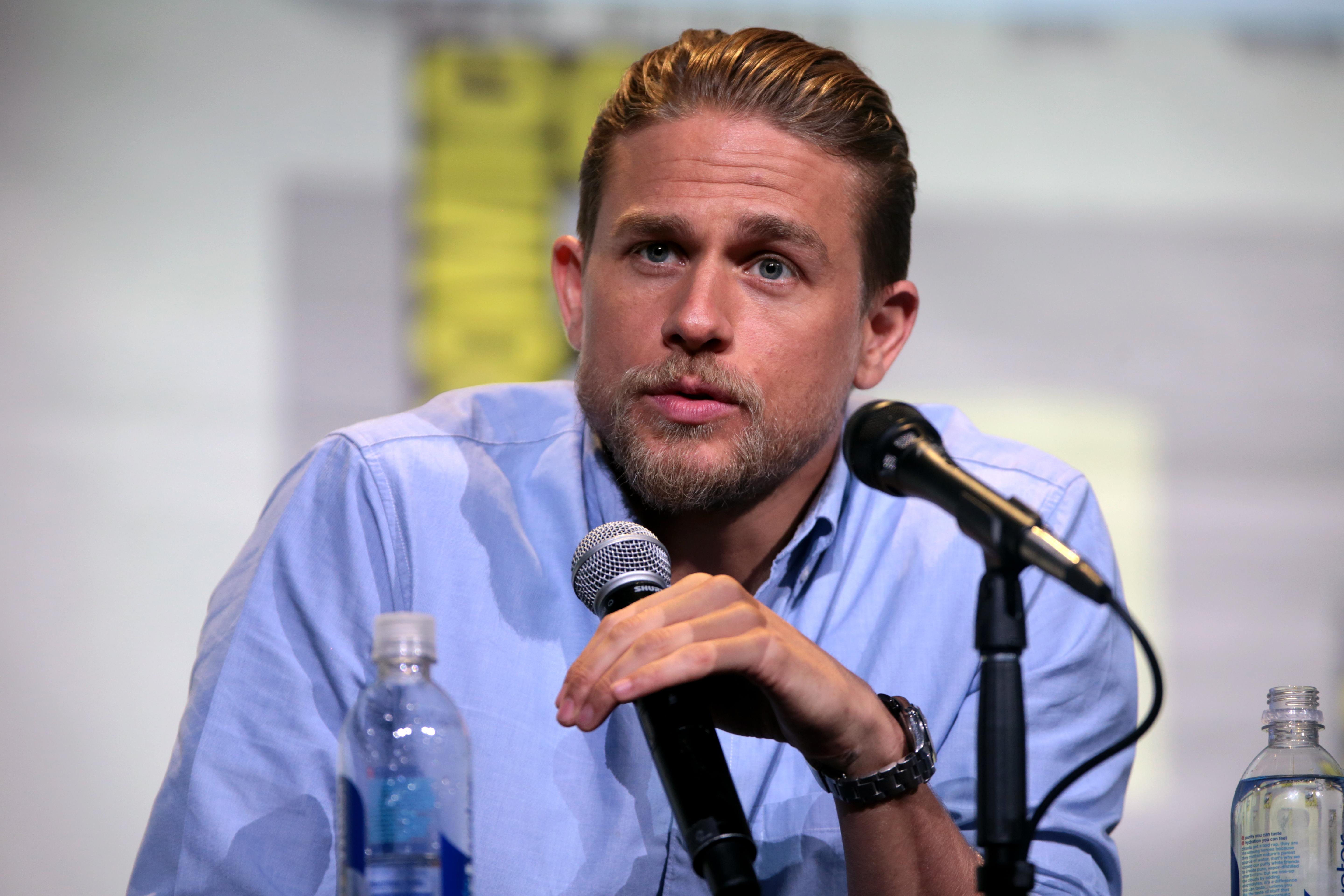
Хэннэм на San Diego Comic Con 2016

В 2012 вместе с Эриком Бана и Оливией Уайлд Ханнэм снялся в триллере «Черный дрозд» в образе бывшего боксера — Джея. При бюджете в 12 миллионов долларов фильм полностью провалился в прокате.
В 2013 Ханнэм исполнил главную роль в фантастическом боевике Гильермо дель Торо «Тихоокеанский рубеж». Его герой, Райли Беккет, становится пилотом гигантского боевого робота «Бродяги». Фильм собрал в прокате более 400 миллионов долларов и получил положительные отзывы от критиков.
В 2015 Чарли продолжил сотрудничество с режиссёром Гильермо дель Торо и вместе с Томом Хиддлстоном и Мией Васиковской принял участие в фильме ужасов «Багровый пик» в роли доктора Алана Макмайкла. В этом же году начались съёмки приключенческого фильма Гая Ричи «Меч короля Артура», в котором актёр исполнил роль молодого короля Артура. На главную роль также претендовали Генри Кавилл и Джай Кортни, а премьера фильма состоялась в 2017 году.
13 февраля 2020 в российский прокат вышла криминальная комедия Гая Ричи «Джентльмены». Помимо Чарли Ханнэма в фильме снялись Генри Голдинг, Мишель Докери, Колин Фаррелл, Хью Грант и Мэттью Макконахи. А 27 февраля Ханнэма можно было увидеть в роли сержанта О’Нилла в биографическом вестерне «Подлинная история банды Келли».

## Сценарии
Перед тем, как получить роль в сериале «Сыны анархии», Ханнэм продал свой сценарий «Влад» компании Summit Entertainment. Режиссёром фильма назначен Энтони Мэндлер. Картина будет посвящена реальной истории Влада Цепеша. Ханнэм узнал её от местных жителей Румынии во время съёмок в «Холодной горе». Также, Ханнэм разрабатывает сценарий, основанный на статье Rolling Stone (2011), в которой идёт речь об Эдгаре Вальдесе Вильяреале, американском наркобароне, управлявшем одним из крупнейших картелей в Мексике. И ещё один проект, который разрабатывает Чарли, — фильм о цыганской культуре в Великобритании. По его словам, это «часть английского общества, которая действительно редко исследуется, но при этом она является одной из самых ярких и интересных частей британского общества».

## Личная жизнь
На прослушивании в сериал «Бухта Доусона» в 1999 году Ханнэм встретил актрису Кэтрин Таун. Они поженились в Лас-Вегасе после трёх недель отношений, и развелись в 2002 году. У Чарли Ханнэма также были отношения с моделью Софи Даль, актрисой Стеллой Паркер и кинопродюсером Джорджиной Таунсли.
С 2005 года Ханнэм встречается с Морганой МакНелис.
В 2016 году актёр начал заниматься джиу-джитсу, и в октябре 2018-го получил синий пояс.

## Фильмография
| Год       |   | Русское название                  | Оригинальное название              | Роль                           |
| --------- | - | --------------------------------- | ---------------------------------- | ------------------------------ |
| 1998      | с | Байкер-гроув                      | Byker Grove                        | Джейсон Чакл                   |
| 1999      | ф | Что произошло с Гарольдом Смитом? | Whatever Happened to Harold Smith? | Даз                            |
| 1999—2000 | с | Близкие друзья                    | Queer as Folk                      | Нейтан Малони                  |
| 2000      | с | Молодые американцы                | Young Americans                    | Грегор Райдер                  |
| 2001      | с | Неопределившиеся                  | Undeclared                         | Ллойд                          |
| 2002      | ф | Покинутый                         | Abandon                            | Эмбри Ларкин                   |
| 2002      | ф | Николас Никлби                    | Nicholas Nickleby                  | Николас Никлби                 |
| 2003      | ф | Холодная гора                     | Cold Mountain                      | Бози                           |
| 2005      | ф | Хулиганы                          | Green Street                       | Пит Данхэм                     |
| 2006      | ф | Дитя человеческое                 | Children of Men                    | Патрик                         |
| 2011      | ф | Цена страсти                      | The Ledge                          | Гэвин Николс                   |
| 2008—2014 | с | Сыны анархии                      | Sons of Anarchy                    | Джексон «Джекс» Теллер         |
| 2012      | ф | Чёрный дрозд                      | Deadfall                           | Джей                           |
| 2012      | ф | Фрэнки наводит шорох              | Frankie Go Boom                    | Фрэнки                         |
| 2013      | ф | Тихоокеанский рубеж               | Pacific Rim                        | Райли Беккет                   |
| 2015      | ф | Багровый пик                      | Crimson Peak                       | доктор Алан Макмайкл           |
| 2016      | ф | Затерянный город Z                | The Lost City of Z                 | подполковник Перси Фосетт      |
| 2017      | ф | Меч короля Артура                 | King Arthur: Legend of the Sword   | Король Артур                   |
| 2017      | ф | Мотылёк                           | Papillon                           | Анри «Мотылёк» Шарьер          |
| 2018      | ф | Миллион мелких осколков           | A Million Little Pieces            | Боб Фрэй мл.                   |
| 2019      | ф | Страна джунглей                   | Jungleland                         | Стэнли Камински                |
| 2019      | ф | Тройная граница                   | Triple Frontier                    | Уильям «Железноголовый» Миллер |
| 2019      | ф | Подлинная история банды Келли     | True History of the Kelly Gang     | сержант О'Нилл                 |
| 2020      | ф | Джентльмены                       | The Gentlemen                      | Реймонд Смит                   |
| 2022      | ф | Вальдо                            | Last Looks                         | Чарли Уолдо                    |
| 2022      | с | Шантарам                          | Shantaram                          | Лин «Шантарам»                 |
| 2023      | ф | Мятежная Луна                     | Rebel Moon                         | Кай                            |
|           | с | Криминал                          | Criminal                           | Лео                            |